# Aquichopo
Aquichopo är en ort i Mexiko.   Den ligger i kommunen Huatabampo och delstaten Sonora, i den västra delen av landet, 1 400 km nordväst om huvudstaden Mexico City. Aquichopo ligger 6 meter över havet och antalet invånare är 141.
Terrängen runt Aquichopo är mycket platt. Runt Aquichopo är det ganska tätbefolkat, med 67 invånare per kvadratkilometer. Närmaste större samhälle är Huatabampo, 10,9 km öster om Aquichopo. Trakten runt Aquichopo består till största delen av jordbruksmark.